# Camp disciplinaire de Wauwilermoos

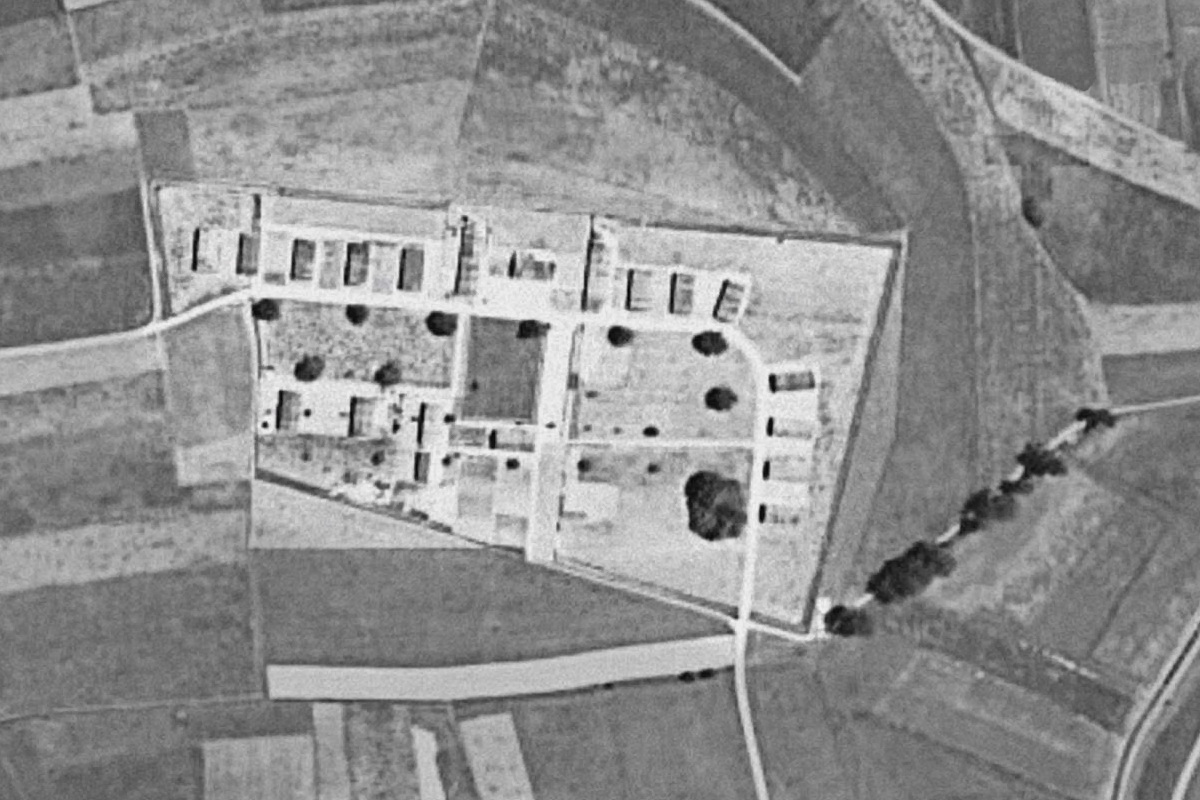
Photographie aérienne de la zone du camp de Wauwilermoos en 1944.

Le camp disciplinaire d'internement de Wauwilermoos est un camp d'internement pénal en Suisse pendant la Seconde Guerre mondiale.

## Description
Il est situé dans les communes de Wauwil et Egolzwil dans le canton de Lucerne. Le camp est créé en 1940 pour y interner notamment des soldats alliés, parmi lesquels des membres de l'armée de l'air des États-Unis.
Malgré le statut de pays neutre de la Suisse, certains aviateurs ont été transférés dans le camp dans des conditions inhumaines après avoir tenté de s'échapper du pays pour rejoindre les troupes américaines qui remontent sur Rome depuis la Sicile.
Les conditions de détentions extrêmement dures et les exactions qui s'y déroulent  amènent en 1946 à la condamnation du commandant pro-nazi à trois ans et demi de réclusion, à sa dégradation et à son expulsion de l'armée.

## Galerie

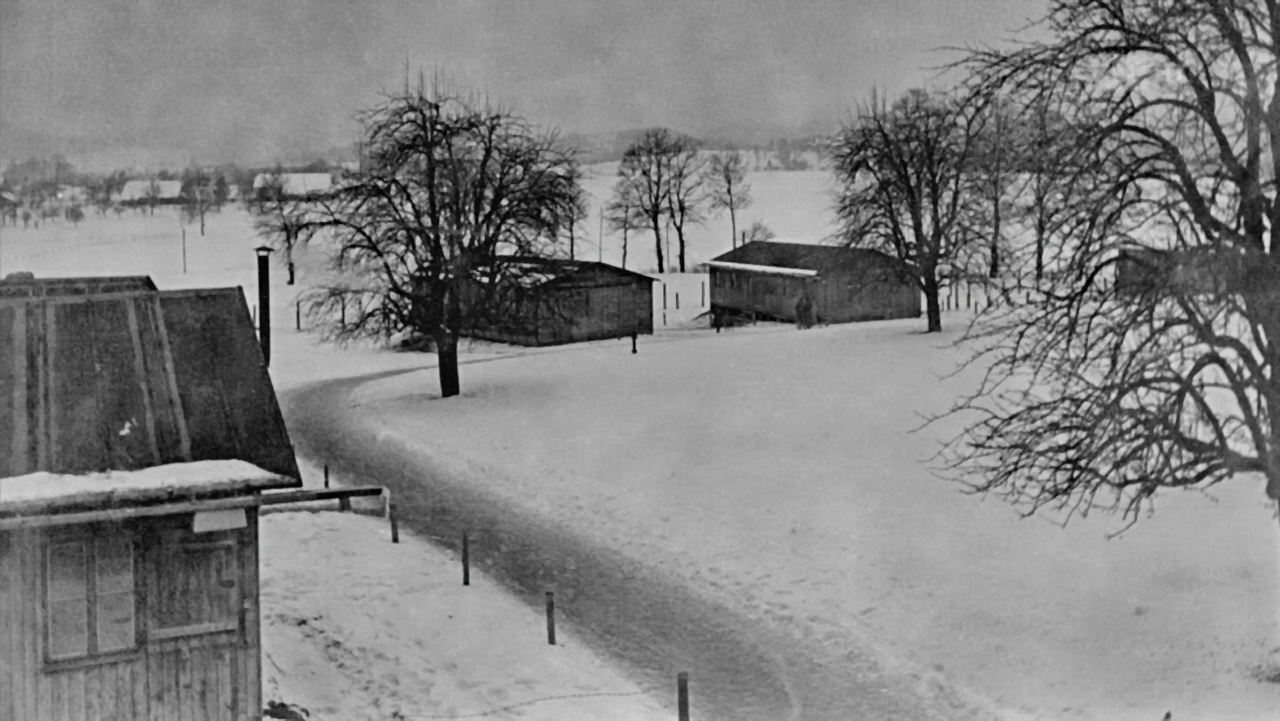
Camp de Wauwilermoos fin 1944
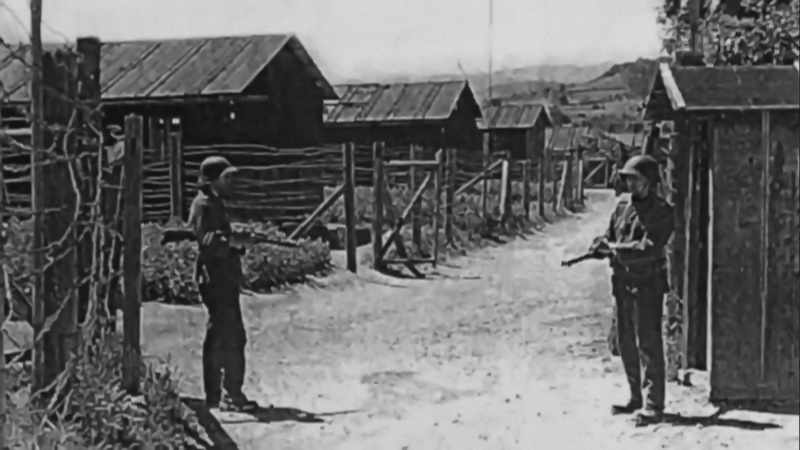
Entrée gardée par deux soldats de l'Armée suisse
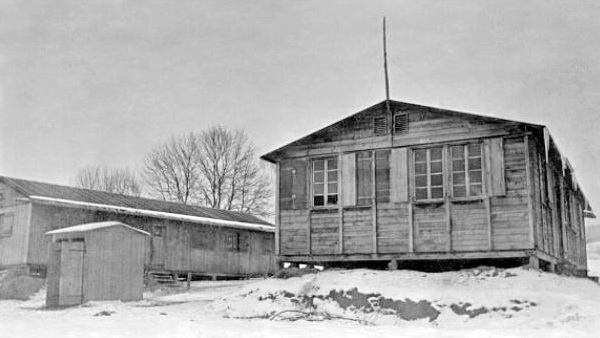
Baraques fin 1944
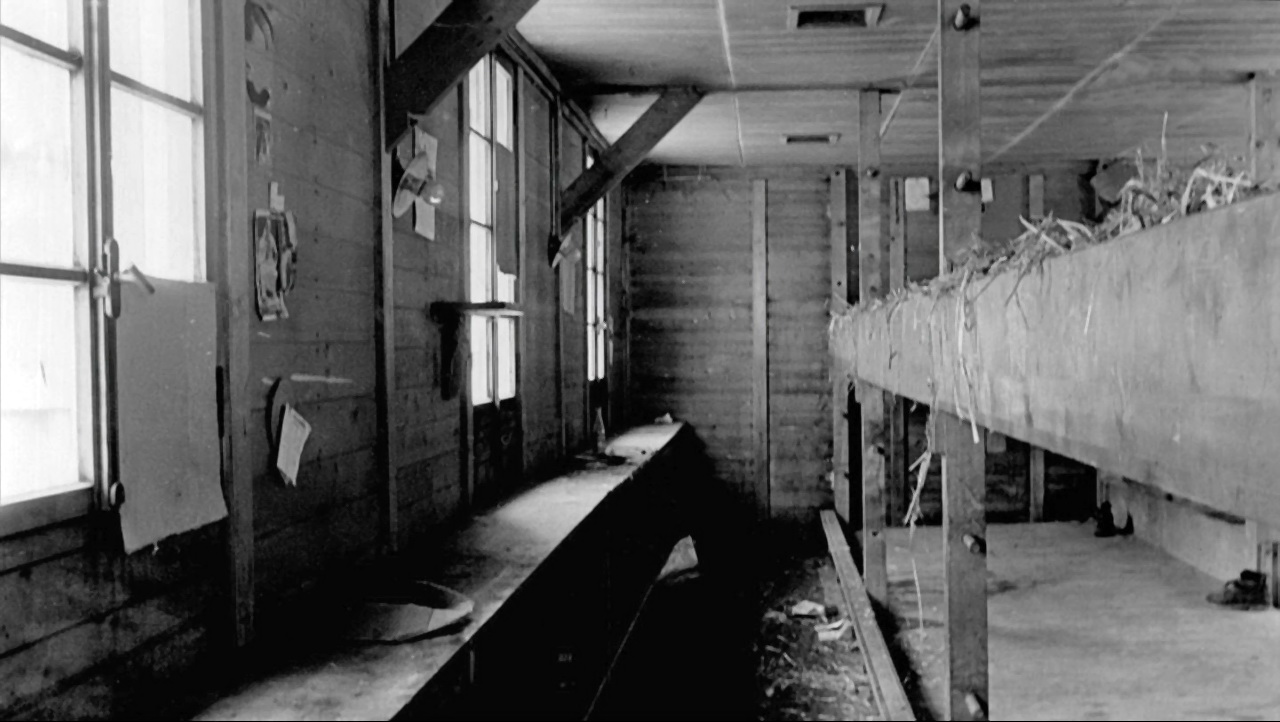
Intérieur d'une baraque : lits de paille à droite et latrines à gauche
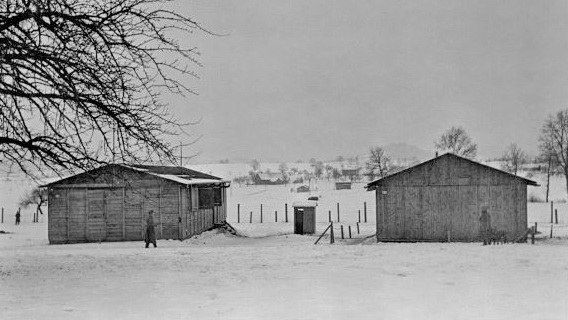
Baraques pendant l'hiver 1944-1945